# 宮城伝統こけし
宮城伝統こけし（みやぎでんとうこけし）は、日本の伝統工芸品の1つ。宮城県で生産されている伝統的なこけしである。1981年6月、通商産業大臣（現・経済産業大臣）によって国の伝統的工芸品に指定された。

## 概要
称徳天皇の時代(718年-770年)に、4種類の陀羅尼経を納める容器として塔婆が作られた。その数、百万個。このため「百万塔」とも呼ばれた。これらが、木地師が作った最古のこけしと言われている。その後、清和天皇の第一王子である惟喬親王(844年-897年)が、近江国愛知郡小椋谷にて、ろくろ挽きの技術を伝授。 そこで技術を修得した木地師らは、関東、東北へ、四国、九州へ散開し、木地屋の集落を形成する。さらに各地の湯治場へも移動する。彼らは、盆や椀などを作る一方で、男子向けの玩具として「独楽」を、女子には「きぼこ(こけし)」などの木地玩具を制作するようになる。その後、時代とともに子供の玩具から大人のコレクションへと変化を遂げていく。享保年間頃には、現在のこけしの原形が完成したと言われる。
宮城県内には、「鳴子こけし」「作並こけし」「遠刈田こけし」「弥治郎こけし」「肘折こけし」の5伝統のこけしがあり、系統や作者により各々異なる特徴を持つ。

## 産地
- 仙台市
- 白石市
- 蔵王町（遠刈田）
- 七ヶ宿町
- 川崎町
- 松島町
- 大崎市（鳴子）[2]

## 系統
宮城伝統こけしには、以下の5つの系統がある。
- 鳴子こけし
- 遠刈田こけし
- 弥治郎こけし
- 作並こけし
- 肘折こけし